# Външна политика на Армения
От обявяване на нейната независимост, Армения поддържа политика на комплементаризъм, опитвайки се да има приятелски отношения както със съседните Иран и Русия, така и със САЩ и Европа. Въпреки това, спорът за арменския геноцид и неотдавнашната война за Нагорни Карабах са създали напрегнати отношения с две от непосредствените ѝ съседки - Турция и Азербайджан.
Армения е член на повече от 40 различни международни организации, в това число ООН, Съвета на Европа, Организацията за сигурност и сътрудничество в Европа, Партньорството за мир на НАТО, Международния валутен фонд, Международната банка за възстановяване и развитие. Тя също е и член-наблюдател на евразийската икономическа общност и на Движението на необвързаните страни. Едуард Налбандян заема поста министър на външните работи на Армения.

## Признаване на Арменския геноцид
Парламентите на страните, които признават арменския геноцид, включват Аржентина, Армения, Австрия, Белгия, Канада, Чили, Кипър, Франция, Германия, Гърция, Италия, Ливан, Литва, Холандия, Полша, Русия, Словакия, Швеция, Швейцария, Уругвай, Ватикана и Венецуела. Освен това, някои регионални правителства на държави признават арменския геноцид – като Нов Южен Уелс в Австралия и Уелс в Обединеното кралство. Резолюция 106 на Долната камара в САЩ е внесена на 30 януари 2007 г., а по-късно се позовава на Комитета по външни работи на Долната камара. Законопроектът има 225 съвносители. Законопроектът призовава бившия президент Джордж У. Буш в годишната си реч на 24 април да признае и използва думата геноцид, която той никога не е използвал. Неговият наследник – президентът Барак Обама – по време на предизборни кампании изразява желанието си да признае арменския геноцид, но след като бива избран, не използва думата геноцид в първата си годишна реч на 24 април през 2009 година.

## Конфликт в Нагорни Карабах
Армения подкрепя етническите арменци в Нагорни Карабах (регион на Азербайджан) в дългогодишния и много горчив сепаратистки конфликт срещу правителството на Азербайджан.
Сегашният конфликт за Нагорни Карабах започва през 1988 г., преди разпада на Съветския съюз, когато арменските демонстрации срещу азербайджанските правила избухна в Нагорни Карабах и Арменската ССР и Върховния съвет на Нагорни Карабах гласува да се отдели от Азербайджанската ССР и да се присъедини към Арменската ССР. Скоро насилието избухва срещу етническите азери в Арменската ССР и етническите арменци в Азербайджанската ССР. През 1990 г., след жестоки епизоди в Арменската ССР, Нагорни Карабах, Баку и Сумгайт, Русия обявява извънредно положение в Карабах, изпраща войски в региона и насилствено окупира Баку, при което загинават над сто цивилни. През април 1991 г. азербайджанската милиция и съветските сили се насочват към арменските паравоенни формирования, действащи в Карабах. Москва също изпраща войски в Ереван. След разпадането на Съветския съюз, конфликтът ескалира в пълномащабна война между Армения и Азербайджан. Военните действия са силно повлияни от руската армия, която окуражава и манипулира съперничеството между двете съседни страни, за да запази и двете под контрол.
Повече от 30 000 души са били убити в сраженията 1992-1994 г. През май 1992 г. арменските сили завземат Шуша и Лачин (като по този начин свързват Нагорни Карабах към Армения). До октомври 1993 г. арменските сили успяват да завземат почти всичко от бившия Нагорни Карабах, Лачин и големи райони в югозападната част на Азербайджан. През 1993 г. Съветът за сигурност на ООН приема четири резолюции, призоваващи за прекратяване на военните действия, за безпрепятствен достъп на международните хуманитарни усилия за евентуалното разполагане на мироопазващи сили в региона. Боевете продължават до месец май 1994 г., когато Русия посредничи за прекратяване на огъня.
Преговорите за мирно разрешаване на конфликта са в ход от 1992 г. под егидата на Минската група на ОССЕ. Минската група се председателства съвместно от Русия, Франция и САЩ, а има и представителство от Турция, САЩ и няколко европейски държави, както и от Армения и Азербайджан. Независимо от прекратяването на огъня през 1994 г., спорадични нарушения, снайперистки огън и противопехотни минни инциденти продължават да отнемат над 100 живота всяка година.
От 1997 г. насам съпредседателите на Минската група са представили три предложения, които да служат като рамка за решаване на конфликта. От едната или от другата страна отхвърлят всяко от тези предложения. В началото на 1999 г. президентите на Азербайджан и Армения започват пряк диалог чрез срещи лице в лице, често подпомагани от съпредседателите на Минската група. Съвсем ОССЕ спонсорира кръг от преговори между президентите в Кий Уест, Флорида. Държавният секретар на САЩ Колин Пауъл започва преговорите на 3 април 2001 г. и те продължават с посредничеството на САЩ, Русия и Франция до 6 април 2001 година. Съпредседателите продължават да работят с двамата президенти с надеждата за постигане на траен мир. Двете страни все още са технически в състояние на война. На гражданите на Република Армения, както и на граждани на други държави, които са от арменски произход, им е забранено влизането в Република Азербайджан. Ако паспортът на лицето показва пътуване до Нагорни Карабах, също им е забранено влизането в Република Азербайджан.

## Дипломатически отношения
Армения има дипломатически отношения със 151 суверенни субекти (включително Ватикана и Малтийския орден). Това включва: Албания, Афганистан, Андора, Австралия, Австрия, Бахамски острови, Беларус, Белгия, Бенин, Бразилия, България, Канада, Чад, Чили, Народна република Китай, Кот д'Ивоар, Хърватска, Куба, Кипър, Чехия, Дания, Демократична република Конго, Египет, Източен Тимор, Екваториална Гвинея, Естония, Етиопия, Финландия, Франция, Грузия, Германия, Гърция, Гренада, Светия престол (Ватикана), Хондурас, Исландия, Индия, Индонезия, Иран, Ирак, Ирландия, Израел, Италия, Япония, Йордания, Казахстан, Кувейт, Северна Корея, Южна Корея, Киргизстан, Латвия, Ливан, Лихтенщайн, Литва, Люксембург, Либия, Македония, Малта, Мавритания, Мексико, Молдова, Монако, Черна гора, Мианмар, Норвегия, Холандия, Нигерия, Оман, орден на Малта, Парагвай, Полша, Португалия, Катар, Румъния, Русия, Сан Марино, Сърбия, Сейшели, Словакия, Словения, Южна Африка, Испания, Судан, Свазиленд, Швеция, Швейцария, Сирия, Таджикистан, Тайланд, Туркменистан, Тувалу, Украйна, Обединените арабски емирства, Обединеното кралство, Съединените американски щати, Уругвай и Виетнам.
Към 2013 Армения няма дипломатически отношения с:
- Азербайджан
- Унгария (прекъснати от Армения на 31 август 2012 г. поради екстрадицията на Рамил Сафаров в Азербайджан)
- Пакистан (Пакистан не признава Армения)
- Палестинската власт (Армения не признава държавата Палестина)
- Саудитска Арабия
- Сомалия
- Турция
- Западна Сахара
- Йемен
- Сейнт Китс и Невис, Доминика, Тринидад и Тобаго, Барбадос
- Кабо Верде, Гамбия, Гвинея-Бисау, Сиера Леоне, Либерия, Нигер, Того, Централноафриканска република, Сао Томе и Принсипи, Судан, Джибути, Кения, Сомалия, Уганда, Коморски острови, Мавриций, Лесото, Ботсвана
- Бутан
- Палау, Микронезия, Маршаловите острови, Кирибати, Науру, островите Кук, Ниуе, Тонга, Самоа, Вануату, Соломоновите острови, Папуа-Нова Гвинея

### Европа
| Държава             | Установяване на дипломатически отношения | Бележки |
| ------------------- | ---------------------------------------- | --- |
| Албания             | 1993-02-18                               | Армения е представена в Албания чрез посолството си в Атина (Гърция). Албания е представена в Армения чрез посолството си в Атина (Гърция). |
| Андора              | 2003-11-18                               | Армения е представена в Андора чрез посолството си в Париж (Франция). Андора е представена в Армения чрез посолството си в Париж (Франция). |
| Австрия             | 1992-01-24                               | Армения има посолство във Виена. Австрия има почетно консулство в Ереван. |
| Беларус             | 1993-06-12                               | Армения има посолство в Минск. Беларус има посолство в Ереван. |
| Белгия              | 1992-03-10                               | Армения има посолство в Брюксел. Белгия е представена в Армения чрез посолството си в Москва. |
| Босна и Херцеговина | 1997-07-29                               | Босна е представена в Армения чрез посолството си в Москва. |
| България            | 1992-01-18                               | Армения има посолство в София. От 19 декември 1999 г., България има посолство в Ереван. И двете страни са пълноправни членове на Организацията за черноморско икономическо сътрудничество. В България живеят около 30 000 души от арменски произход. |
| Хърватия            | 1994-07-08                               | Армения е представена в Хърватия чрез посолството си в Рим (Италия). Хърватия е представена в Армения чрез посолството си в Атина (Гърция) и почетен консул в Ереван. |
| Чехия               | 1992-03-30                               | Армения е представена в Чехия чрез посолството си в Прага. Чехия е представена в Армения чрез посолството си в Ереван. Има около 12 000 души от арменски произход, живеещи в Чехия. |
| Дания               | 1992-01-14                               | Армения е представена в Дания чрез посолството си в Копенхаген (Дания). Дания е представена в Армения чрез посолството си в Киев (Украйна). |
| Естония             | 1992-08-23                               | Армения е представена в Естония чрез посолството си във Варшава (Полша) и почетен консул в Талин. Естония е представена в Армения чрез посолството си в Атина (Гърция) и чрез почетно консулство в Ереван. |
| Финландия           | 1992-03-25                               | Преди 1918 г. двете страни са били част от Руската империя. Финландия признава Армения на 30 декември 1991 година. Армения е представена във Финландия от посланик (със седалище в Ереван в Министерството на външните работи). Финландия е представена в Армения от непребиваващ посланик (със седалище в Хелзинки в Министерството на външните работи) и почетен консул в Ереван. Около 1000 души от арменски произход живеят във Финландия.    |
| Франция             | 1992-02-24                               | Френско-арменските отношения са съществували още в древността, тъй като французите и арменците имат установени връзки в арменското кралство Киликия и са близки и до наши дни. 2006 е обявена за Година на Армения във Франция. |
| Германия            | 1992-01                                  | Армения има посолство в Берлин. Германия има посолство в Ереван. |
| Гърция              | 1992-01-20                               | Гърция е една от първите страни, признали независимостта на Армения на 21 септември 1991 г., и е една от тези, които официално са признали арменския геноцид. От независимостта на Армения двете страни са били партньори в рамките на международните организации (ООН, ОССЕ, Съвета на Европа, ЧИС), като в същото време Гърция твърдо подкрепя програмите на Общността, насочени към по-нататъшното развитие на отношенията между ЕС и Армения. |
| Ватикана            | 1992-5-23                                | |
| Унгария             | 1992-02-26 – 2012-08-31                  | Армения бе представена в Унгария чрез посолството си във Виена (Австрия) и почетен консул в Будапеща. Унгария беше представена в Армения чрез посолството си в Тбилиси (Грузия) и почетен консул в Ереван. Има около 15 000 души от арменски произход, живеещи в Унгария. |
| Исландия            |                                          | |
| Ирландия            | 1996-06-13                               | Ирландия е признала независимостта на Армения през декември 1991 година. Армения е представена в Ирландия чрез посолството си в Лондон и през почетно консулство в Дъблин. Ирландия е представена в Армения чрез посолството си в София (България) и чрез почетно консулство в Ереван. И двете страни са пълноправни членове на Съвета на Европа.                                                                                                 |
| Италия              | 1993-05-12                               | Армения има посолство в Рим. Италия има посолство в Ереван и почетен консул в Гюмри. Италия е признала арменския геноцид през 2000 година. Има около 4000 души от арменски произход, живеещи в Италия. |
| Латвия              | 1992-08-22                               | Армения е представена в Латвия чрез посолството си във Варшава (Полша). Латвия е представена в Армения чрез посланик със седалище в Рига (в Министерството на външните работи) и чрез почетно консулство в Ереван. Има около 5000 души от арменски произход, живеещи в Латвия. |
| Лихтенщайн          | 2008-05-07                               | |
| Литва               | 1991-11-21                               | Армения има посолство във Вилнюс. Литва има посолство в Ереван. Има около 2500 души от арменски произход, живеещи в Литва. |
| Люксембург          | 1992-06-11                               | Армения е представена в Люксембург чрез посолството си в Брюксел (Белгия) и почетен консул в Люксембург. |
| Македония           | 1993-04-27                               | |
| Малта               | 1993-05-27                               | |
| Молдова             | 1992-05                                  | Армения е представена в Молдова чрез посолството си в Киев (Украйна). Молдова е представена в Армения чрез посолството си в Москва (Русия). Има около 8000 души на арменски произход, живеещи в Молдова. |
| Монако              | 2008-10                                  | |
| Черна Гора          |                                          | |
| Холандия            | 1992-01-30                               | Армения има посолство в Хага и Почетното консулство в Хилверсум Холандия e представена в Армения чрез посолството си в Тбилиси, Грузия. Тя прави планове да открие посолство в Ереван. Има около 8000 души от арменски произход, живеещи в Холандия. Холандия също е една от страните, които са признали арменския геноцид. |
| Норвегия            | 1992-06-05                               | |
| Полща               | 1992-02-26                               | Армения има посолство във Варшава. Полша има посолство в Ереван. |
| Португалия          | 1992-05-25                               | Армения е представена в Португалия чрез посолството си в Рим (Италия). Португалия е представена в Армения чрез посолството си в Москва (Русия). |
| Румъния             | 1991-11-17                               | Армения има посолство в Букурещ. Румъния има посолство в Ереван. |
| Русия               | 1992-04-03                               | Най-забележителният скорошен успех на външната политика на Армения дойде с договор от 29 август с Русия за приятелство, сътрудничество и взаимопомощ, в което Москва се ангажира със защитата на Армения, ако последната бъде нападната от трето лице. Русия е ключов регионален играч в областта на сигурността и се оказва ценен исторически съюзник за Армения.                                                                                |
| Сан Марино          | 2006-03-21                               | |
| Сърбия              | 1993-01-14                               | Армения е представена в Сърбия чрез посолството си в Атина (Гърция). Сърбия също е представена в Армения чрез посолството си в Атина. |
| Словакия            | 1993-01-14                               | Армения е представена в Словакия чрез посолството си във Виена (Австрия). Словакия е представена в Армения чрез непребиваващ посланик със седалище в Братислава (в Министерството на външните работи). |
| Словения            | 1994-06-27                               | |
| Испания             | 1992-01-27                               | Армения има посолство в Мадрид и има две почетни консулства във Валенсия и Барселона. Испания е представена в Армения чрез посолството си в Москва (Русия) и почетен консул в Ереван. |
| Швеция              | 1992-07-10                               | Армения е представена в Швеция през чуждестранно посланик със седалище в Ереван (в Министерството на външните работи). Швеция е представена в Армения чрез посолството на Швеция в Тбилиси (Грузия) и почетен консул в Ереван. |
| Швейцария           | 1991-12-23                               | Арменският посланик в Швейцария и швейцарският посланик в Армения (със седалище в Ереван) и двамата са акредитирани през 2011 година. Арменският посланик в Швейцария е със седалище в Женева, в арменското представителството към Организацията на обединените нации. |
| Турция              | Няма официални дипломатически отношения  | |
| Украйна             | 1992-12-25                               | Арменско-украинските отношения са в продължение на векове, като и днес са сърдечни. |
| Великобритания      | 1992-01-20                               | Обединеното кралство признава Армения на 31 декември 1991 година. Първото посолството на Република Армения в Европа е създадено в Лондон през октомври 1992 година. От 1995 г. Обединеното кралство има посолство в Ереван. Двете страни поддържат сътрудничество и приятелски отношения, обаче Обединеното кралство не признава арменския геноцид, тъй като смята, че няма достатъчно ясни доказателства за такъв.                               |

### Азия
| Държава                    | Установяване на дипломатически отношения | Бележки |
| -------------------------- | ---------------------------------------- | --- |
| Азербайджан                | Няма дипломатически отношения            | Двете нации са водили две войни – през 1918-20 г. (Арменско-азербайджанската война) и през 1988-94 г. (Нагорно-Карабахската война). |
| Кипър                      | 1992-03-18                               | Кипър е втората страна, която призна арменския геноцид, на 24 април 1975 година. Армения е представена в Кипър чрез посолството си в Атина (Гърция). Кипър е представен в Армения чрез посолството си в Москва (Русия), както и чрез почетно консулство в Ереван. Има над 3500 души от арменски произход, живеещи в Кипър. |
| Грузия                     | 1992-07-17                               | Арменци и грузинци имат много общо помежду си. И двете са древни християнски цивилизации със свои собствени различни азбуки. Днес отношенията с Грузия са от особено значение за Армения, защото, в рамките на икономическата блокада, наложена от Турция и Азербайджан, която се дължи на продължаващия конфликт Карабах, Грузия предлага на Армения не само сухоземна връзка с Европа, но и достъп до нейните пристанища на Черно море. |
| Индия                      | 1992-08-31                               | От 1999 г. Армения има посолство в Ню Делхи и две почетни консулства в Мумбай и Мадрас. Индия има посолство в Ереван. Индийското правителство финансира обновяването на училищата в региона Лори. Около 700 студенти по медицина се обучават в арменските университети. Армения признава Кашмир да стане част от Индия, а не от Пакистан.                                                                                                 |
| Иран                       |                                          | Въпреки религиозни и идеологически различия, отношенията между Армения и Ислямска република Иран остават добри и Армения и Иран са стратегически партньори в региона. |
| Израел                     |                                          | От независимостта си Армения е получавала подкрепа от Израел и днес си остава един от основните ѝ търговски партньори. Макар че и двете страни поддържат дипломатически отношения, нито една не поддържа посолство в друга страна. Вместо това, израелският посланик в Армения се помещава в Тбилиси (Грузия) и посещава Ереван два пъти месечно.                                                                                         |
| Япония                     | 1992-09-07                               | Армения има посолство в Токио. Япония e представена в Армения чрез посолството си в Москва (Русия). Япония обаче прави планове да открие посолство в Ереван. |
| Казахстан                  | 1992-08-27                               | От 1992 г. Армения има посолство в Алмати. Казахстан има посолство в Ереван. |
| Кувейт                     | 1994                                     | Армения има посолство в град Кувейт. Кувейт има посолство в Ереван. Има около 5000 души от арменски произход, живеещи в Кувейт. |
| Ливан                      |                                          | Арменско-ливанските отношения са много добри. Ливан е дом на осмата по големина арменска диаспора в света и е единственият член на Лигата на арабските държави, който признава арменския геноцид. |
| Пакистан                   |                                          | Отношенията между Армения и Пакистан са изключително слаби поради многобройните разногласия между двете държави. |
| Китай                      | 1992-04-06                               | Китай призна Армения на 21 декември 1991 година. Армения има посолство в Пекин. Китай има посолство в Ереван. От установяването на дипломатически отношения, културният обмен е основен компонент на двустранните отношения, като двете страни признават важността на създаването на стабилна основа на основата на тяхната древна и богата история.                                                                                      |
| Шриланка                   | 1992-02-12                               | Армения е представена в Шри Ланка чрез посолството на Армения в Ню Делхи. Шри Ланка е представена в Армения чрез посолството си в Москва (Русия) и почетен консул в Ереван. |
| Саудитска Арабия           |                                          | Още няма дипломатически отношения между Армения и Саудитска Арабия. |
| Сирия                      |                                          | Армения има посолство в Дамаск и генерално консулство в Алепо. От 1997 г. Сирия има посолство в Ереван. Има около 150 000 души от арменски произход, които живеят в Сирия. |
| Туркменистан               | 1992                                     | Армения има посолство в Ашхабад. Туркменистан има посолство в Ереван. И двете страни са пълноправни членове на Организацията за сигурност и сътрудничество в Европа. Има между 32 000 души от арменски произход, живеещи в Туркменистан. |
| Обединени арабски емирства |                                          | Армения има посолство в Абу Даби. Обединените арабски емирства са представени в Армения чрез посолството си в Техеран (Иран). Има около 3500 души от арменски произход, живеещи в Обединените арабски емирства. |

### Америка и Океания
| Държава   | Установяване на дипломатически отношения | Бележки |
| --------- | ---------------------------------------- | --- |
| Аржентина | 1992-01-17                               | Аржентина е представена в Армения чрез посолството си в Ереван. Армения има посолство в Буенос Айрес. Аржентинският парламент призна арменския геноцид. |
| Австралия |                                          | Първите арменци се изселват в Австралия през 1850 г., по време на златната треска. |
| Бразилия  | 1992-02-17                               | Бразилия има посолство в Ереван. Армения има посолство в Бразилия и генерално консулство в Сао Пауло. Има около 45 000 души от арменски произход, живеещи в Бразилия. |
| Канада    |                                          | Канадското посолство в Москва е акредитирано към Армения. Канада има почетно консулство в Ереван. Армения основава посолство в Отава през 1995 година. През 2004 г. парламентът на Канада призна арменския геноцид. |
| Чили      | 1992                                     | Армения е представена в Чили чрез посолството си в Буенос Айрес (Аржентина), а почетното консулство е в Сантяго. Чили е представена в Армения чрез посолството си в Москва (Русия). Има около 1600 души от арменски произход, живеещи в Чили. |
| Мексико   | 1992-01-14                               | Армения е представена в Мексико чрез посолството си във Вашингтон, окръг Колумбия, САЩ. Мексико е представено в Армения чрез посолството си в Москва (Русия). Има около 600 арменци, живеещи в Мексико и няколко хиляди с арменския произход. Първите арменци пристигат в Мексико през 1923 г., бягайки от арменския геноцид и принудително изселване от османците. |
| Перу      | 1992-04-20                               | Перу признава Армения на 26 декември 1991 г. Перу е представено в Армения чрез посолството си в Москва (Русия). Има около 50 арменци, живеещи в Перу. |
| САЩ       |                                          | Разпадането на Съветския съюз през декември 1991 г. слага край на Студената война и създава възможност за двустранни отношения с новите независими държави, тъй като те започват политическа и икономическа трансформация. САЩ признават независимостта на Армения на 25 декември 1991 г. и отварят посолство в Ереван през февруари 1992 година.                   |
| Уругвай   | 1992                                     | Армения е представена в Уругвай през посолството си в Буенос Айрес (Аржентина) и почетен консулство в Монтевидео. Уругвай е представена в Армения чрез посолството си в Москва (Русия) и чрез консулство в Ереван. Има около 20 000 души от арменски произход, живеещи в Уругвай. Уругвай е първата страна, която призна арменския геноцид на 20 април 1965 година. |
| Венецуела | 1993-10-30                               | Армения има почетно консулство в Каракас Венецуела е представена в Армения чрез посолството си в Москва, Русия. Има около 4 000 души от арменски произход, живеещи във Венецуела. Венецуелският парламент признава арменския геноцид. |

|  | Тази страница частично или изцяло представлява превод на страницата Foreign relations of Armenia в Уикипедия на английски. Оригиналният текст, както и този превод, са защитени от Лиценза „Криейтив Комънс – Признание – Споделяне на споделеното“, а за съдържание, създадено преди юни 2009 година – от Лиценза за свободна документация на ГНУ. Прегледайте историята на редакциите на оригиналната страница, както и на преводната страница, за да видите списъка на съавторите. ВАЖНО: Този шаблон се отнася единствено до авторските права върху съдържанието на статията. Добавянето му не отменя изискването да се посочват конкретни източници на твърденията, които да бъдат благонадеждни. |